# キテラタウン調布
キテラタウン調布（キテラタウンちょうふ、KiteraTown Chofu）は、東京都調布市菊野台に所在するショッピングセンター。京王線柴崎駅の北側、国道20号（甲州街道）沿いに立地する。開業時の施設名は「クロスガーデン調布」。
スーパーマーケットのライフと家電量販店のノジマを核店舗とし、ドラッグストアや100円ショップ、ファーストフードやファミリーレストランといったカジュアルな飲食店など、生活に密着したテナントを集めたネイバーフッド型ショッピングセンター (NSC) である。

## 歴史

### 前史
国道20号沿いに所在するオリックスグループの自動車教習所「調布自動車学校」が運営していたボウリング場「調布スポーツセンター」の跡地に建設された。
調布スポーツセンターは1968年7月25日に開業し、東日本大震災により改正耐震改修促進法が施行されたことを受け、2014年6月28日に閉鎖された。これに伴い、翌2015年11月には、調布自動車学校の校舎も改築されている。
調布スポーツセンターは市内唯一のボウリング場で、敷地内にはナムコが運営するゲームセンター「調布ワンダーシティ」なども併設されていた。ゲームセンター内には「マクドナルド調布ワンダーシティ店」が出店していた。
調布スポーツセンターの閉鎖後に建物は解体され、跡地は更地となっていたが、オリックスは2016年3月、跡地に大規模商業施設を建設すると発表。施設名はオリックスが展開するクロスガーデン多摩やクロスガーデン川崎と同様に「クロスガーデン」ブランドを冠し、仮称「クロスガーデン調布」とされたが、その仮称がそのまま採用された。計画では物販店を中心に、地下1階・地上3階建て、延床面積は約26,0002、翌2017年4月完成予定とした。

### クロスガーデン調布開業
当初の計画通り、2017年4月3日に竣工。同年4月28日、オリックスが「クロスガーデン調布」として開業した。柴崎駅周辺および菊野台の町域内に大型商業施設は長年存在しなかったが、クロスガーデン調布の開業により地域の利便性が大きく増した。
店舗は地下1階から2階で、核店舗としてスーパーマーケットのライフと家電量販店のノジマ、そのほか飲食店や専門店が入居する。核店舗のライフはクロスガーデン調布の開業と同時に、同年4月2日に閉店したライフつつじヶ丘店が移転する形で営業を開始した。

### キテラタウン調布へ改称
2019年12月より施設運営業務をJLLモールマネジメント（当時、現：JLLリテールマネジメント）へ委託していた。その後、運営主体がJLLモールマネジメントへ移り、それに伴い2020年6月19日、施設名を「キテラタウン調布」へ改称した。
2021年4月21日、ケネディクス商業リート投資法人がキテラタウン調布の施設を取得した。取得価格は105億円。これによる施設名や核テナントの変更などはない。ただしエントランスの自動扉などに同法人の名称とロゴが記されるようになった。なお、同法人は同年10月1日にキテラタウン福岡長浜、翌2022年2月24日にはキテラプラザ青葉台（神奈川県横浜市青葉区、核店舗はオーケー）を取得している。
クロスガーデン調布の開業以来、毎月続けられている恒例の「野菜プレゼント」をはじめ、月替りの週末イベントやや季節のイベント、子供向けの行事などを行って集客に努めている。
なお、オリックス系列のクロスモールと同様、クロスガーデン調布時代から施設独自のポイントカードは存在しない。ポイントプログラムや電子マネーなどのキャッシュレス決済導入状況は、各テナントにより異なる（例えば、核店舗のライフでは自社独自の電子マネー「LaCuCa」を、サンドラッグでは楽天ポイントカードを導入するなど）。

## フロア構成
主な店舗と設備は以下のとおり。
クロスガーデン調布開業時から出店している店舗は、キテラタウンへのブランド変更時に店名が「クロスガーデン調布店」から「キテラタウン調布店」へ変更されている。

### 地下1階
- ライフ キテラタウン調布店（食品フロア） - クロスガーデン調布開業時より出店。核テナントの一つ。

つつじヶ丘駅北口（調布市東つつじケ丘1丁目3-3）で営業していた「ライフつつじヶ丘店」が、出店していたマンションの耐震性を理由とした建て替えに伴い、クロスガーデン調布へ移転する形で出店。キテラタウン調布店の店長はつつじヶ丘店の前店長が引き継ぐとともに、多くの従業員がキテラタウン店へ移籍した。
ライフつつじヶ丘店時代は、つつじヶ丘駅北側の踏切付近にあった「つつじヶ丘マンション」1階から3階に出店していた総合スーパー (GMS) であった。ビル建て替えにより旧店舗は解体され、跡地には日鉄興和不動産の分譲高層マンション「リビオつつじヶ丘 タワーレジデンス」が建設された。
- 駐車場

### 1階
飲食店
- バーガーキング - クロスガーデン調布開業時より出店[17][36]。調布市には初出店[37]。
- サイゼリヤ - クロスガーデン調布開業時より出店[17]。
- 魚べい - クロスガーデン調布開業時より出店[17][38]。調布市には初出店。
- 揚州商人 - クロスガーデン調布開業時より出店[17][39]。調布市には初出店。

その他
- ダイソー - クロスガーデン調布開業時より出店[17][40]。
- サンドラッグ - クロスガーデン調布開業時より出店[17][41]。
- チョキペタ（ロープライス美容室） - クロスガーデン調布開業時より出店[17]。調布市には初出店。
- Re.Ra.Ku（マッサージ） - クロスガーデン調布開業時より出店[17][42]。2021年11月20日、テナント空き区画だった部分に店舗拡張してリニューアル[33]。
- ポニークリーニング - クロスガーデン調布開業時より出店[17][43]。
- めばえ教室（幼児教室） - 2018年3月1日、クロスガーデン調布時代にオープン[44]。
- 買取大吉 - 2021年8月6日、キテラタウン調布へ転換後に出店[33]。
- アエナ（化粧品・健康食品）[45] - 2022年8月19日から9月27日までの期間限定催事出店。期間中は最大90%OFFセールを開催[46]。その後に正式出店。
- わくわく広場（産直スーパー）
- カプセルパーク（カプセルトイショップ）

### 2階
- ノジマ - クロスガーデン調布開業時より出店[17][47]。核テナントの一つ。
- メガネストアー - クロスガーデン調布開業時より出店[17][48]。
- ベネッセのEnglish Studio（英会話教室） - クロスガーデン調布開業時より出店[17]。
- 保険クリニック（生命保険取扱店） - クロスガーデン調布開業時より出店[17]。
- 歯科クリニック - クロスガーデン調布開業時より出店[17]。
- ライフ（衣料品フロア）

2階中央「東京古着 クロスガーデン調布店」の跡地。クロスガーデン調布の開業当初はライフの衣料品フロアはなかったが、移転前のつつじヶ丘店では衣料品や寝具なども扱っていたことから、衣料品の取り扱い要望が相次いだため売場を設置した。
- そろばん教室88くん（そろばん教室）

### 閉店した店舗
クロスガーデン調布時代
- スタジオアリス クロスガーデン調布店 - 1階。クロスガーデン調布開業時に出店[17][49]。スタジオアリス国領店（イトーヨーカドー国領店3階）[50]へ統合。
- 東京トヨペット プチショールーム クロスガーデン調布 - 1階。クロスガーデン調布開業時に出店[51]。トヨタモビリティ東京調布国領店[52]へ統合。
- とろけるクレープ MOMY & TOY'S（モミアンドトイズ）クロスガーデン調布店[53][54] - 1階。クロスガーデン調布開業時に出店[17][55][56]。
- おしゃれ工房 クロスガーデン調布店（洋服直し） - 1階。クロスガーデン調布開業時に出店[17][57]。
- PXストア クロスガーデン調布店（輸入食品・菓子）[58] - 1階?。クロスガーデン調布開業時より出店[59]。
- 東京古着 クロスガーデン調布店（古着店）- 2階。クロスガーデン調布開業時より出店[60]。東京23区内で買い付けた古着を販売するというコンセプトの古着店。撤退後の跡地にはライフの衣料品売場が設置された。

キテラタウン調布へ移行後
- ゲームコーナー「NICOPA & nicoground」キテラタウン調布店 - 2階。クロスガーデン調布開業時に出店[17][61]。新型コロナウイルス感染症の流行による緊急事態宣言発令中、ゲームセンターの営業を自粛していた影響を受け、2022年1月10日をもって閉店した[62][63]。太鼓の達人やクレーンゲーム、キッズメダルゲームなど子供向けゲーム機を主に設置し、幼児用の屋内遊び場「nicoground」が併設されていた[62]。サービスチケットなどは「NICOPA & nicoground」仙川店で利用できる[63]。
- シューラルー - 1階。クロスガーデン調布開業時より出店[17][64]。
- ASBEEfam（靴店） - 2階。クロスガーデン調布開業時より出店[17]。
- ミスターミニット（合鍵・靴修理） - 1階。クロスガーデン調布開業時より出店[17][65]。
- マルカワ（ジーンズショップ） - クロスガーデン調布開業時より出店[17][66]。2023年12月31日をもって閉店。
- スーツセレクト  - クロスガーデン調布開業時より出店[17]。 2024年3月31日をもって閉店。
- BANKAN（呉服店） - クロスガーデン調布開業時より出店[17]。2025年2月28日をもって閉店。

### 設備
館内の主な設備は以下のとおり。
- エレベーター、エスカレーター
- トイレ - 1階・2階[4]
  - 1階にはオストメイト対応の多目的トイレを設置[4]。
- ATMコーナー - 1階[4]（セブン銀行ATMを2台設置）
- 喫煙室 - 1階[4]
- 授乳室、おむつ替えシート - 2階[4]
- そのほか、管理センターに自動体外式除細動器 (AED) を設置する[4]。

## アクセス
- 京王電鉄京王線
  - 柴崎駅 徒歩4分[4]
  - つつじヶ丘駅 徒歩8分[4]